# William Beresford (ufficiale)
Lord William Beresford (Mullaghbrack, 20 luglio 1847 – Dorking, 30 dicembre 1900) è stato un ufficiale irlandese.

## Biografia
Era il figlio di John Beresford, IV marchese di Waterford, e di sua moglie, Christiana Leslie. Studiò a Eton dopodiché, all'età di sedici anni, lasciò Eton per recarsi a Bonn, dove studiò francese e tedesco. 

## Carriera
Nel 1867, all'età di vent'anni, si unì al 9th Queen's Royal Lancers come cornetta. Nel 1875 il suo reggimento venne inviato in India, dove era di stanza a Sialkot.
Divenne capitano del suo reggimento durante la Guerra Zulu nel 1879. Il 3 luglio 1879 a Ulundi, durante una ricognizione, Lord William Beresford andò in aiuto del sergente Fitzmaurice del 24º reggimento, il cui cavallo era caduto e si era rotolato su di lui. Gli Zulu stavano arrivando in gran numero, ma Lord William, con l'aiuto del sergente Edmund O'Toole, riuscirono a portarlo in salvo.
Lord William Beresford divenne un membro del personale del viceré d'India. Nel 1881 vinse la coppa del Viceré al Calcutta Turf Club. Raggiunse il grado di tenente colonnello. 

## Matrimonio
Sposò, il 30 aprile 1895, Lillian Warren Price (?-11 gennaio 1909), figlia di Cicero Price e vedova di George Spencer-Churchill, VIII duca di Marlborough. Ebbero un figlio:
- William Warren (4 febbraio 1897-28 gennaio 1919).

## Morte
Morì il 30 dicembre 1900.